# Daniel Francis Walsh
Daniel Francis Walsh (* 2. Oktober 1937 in San Francisco) ist Altbischof von Santa Rosa in California.

## Leben
Daniel Francis Walsh empfing am 30. März 1963 die Priesterweihe für das Erzbistum San Francisco.
Papst Johannes Paul II. ernannte ihn am 30. Juni 1981 zum Weihbischof in San Francisco und Titularbischof von Tigias. Der Erzbischof von San Francisco, John Raphael Quinn, spendete ihm am 24. September desselben Jahres die Bischofsweihe; Mitkonsekratoren waren Michael Hughes Kenny, Bischof von Juneau, und Joseph Anthony Ferrario,Weihbischof in Honolulu.
Am 3. Juni 1987 wurde er zum Bischof von Reno-Las Vegas ernannt und am 6. August desselben Jahres in das Amt eingeführt. Mit der Teilung des Bistums am 21. März 1995 wurde er zum Bischof von Las Vegas ernannt und am 28. Juli desselben Jahres in das Amt eingeführt. Am 11. April 2000 wurde er zum Bischof von Santa Rosa in California ernannt und am 22. Mai desselben Jahres in das Amt eingeführt. Von seinem Amt trat er am 30. Juni 2011 zurück.